# Дом шести премьеров
Дом шести премьеров (белор. Дом шасці прэм'ераў) — здание, возведённое для партийной элиты БССР в 1967 году. Получило название из-за проживания в нём в разное время шести председателей Совета министров БССР.

## Архитектура
Дом выполнен из кирпича, в плане представляет из себя прямоугольник. Площадь всех помещений составляет 5405 квадратных метров. Главный фасад разделяет ритм вынесенных объёмов лестничных маршей, имеющих панорамное остекление, выполненное с одной стороны стрелянными панелями, а с другой – стеклоблоками. Третья сторона, как и цоколь дома, отделана серой штукатуркой.
44 квартиры дома разделены на 4 подъезда. Вход в первый подъезд находится в выходящем в строну улицы Фрунзе торце дома, остальные подъезды выходят на тыльный фасад. Входы в подъезды отделаны чёрной глазурованной керамической плиткой, дверное полотно выполнено из стекла, что создаёт просматриваемость между подъездом и улицей, большинство дверей сохранилось в оригинальном виде. 

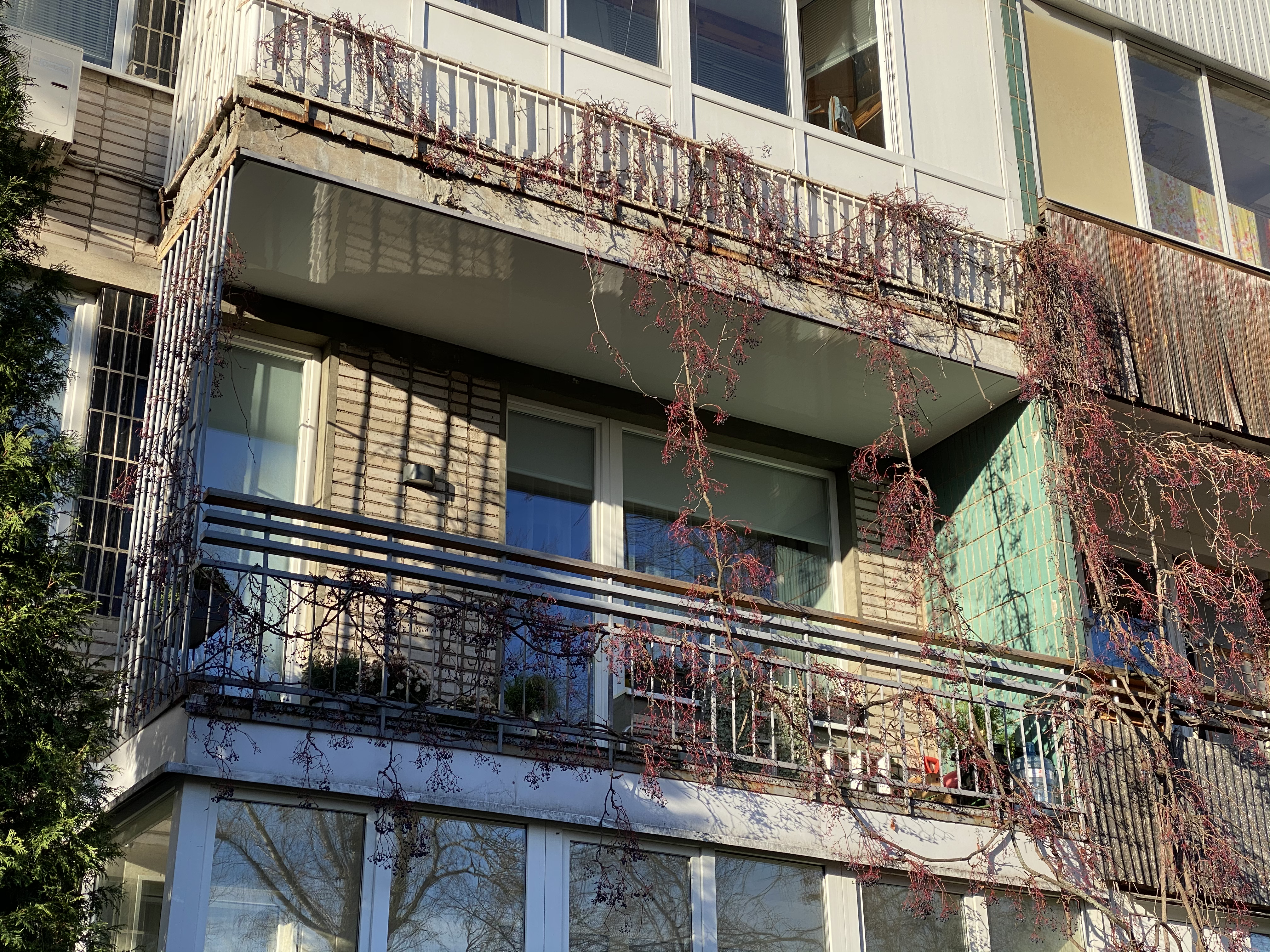
Оригинальное оформление

Балконы расположены на всех этажах дома, выходят на торцы и тыльный фасад. Ограждение выполнено из металлических решёток с деревянным перилом наверху. Ниши балконов на торцах заполнены зелёной глазурованной керамической плиткой. Выходящие на тыльный фасад дома балконы отделаны чёрной глазурованной плиткой у края, зелёной отделана общая с другим балконом стена. Дверь на эти балконы имеется из двух комнат квартиры. Сейчас большинство балконов остеклены, что искажает восприятие оригинального облика здания.
Балкон у входа в первый подъезд имеет отдельный выход на улицу.

## Известные жильцы дома

### ПредседателиСовета министров БССР[4]
- Авхимович, Николай Ефремович (1956—1959)
- Киселёв, Тихон Яковлевич (1959—1978)
- Аксёнов, Александр Никифорович (1978—1983)
- Бровиков, Владимир Игнатьевич (1983—1986)
- Ковалёв, Михаил Васильевич (1986—1990)
- Кебич, Вячеслав Францевич (1990—1991)

## Фотогалерея

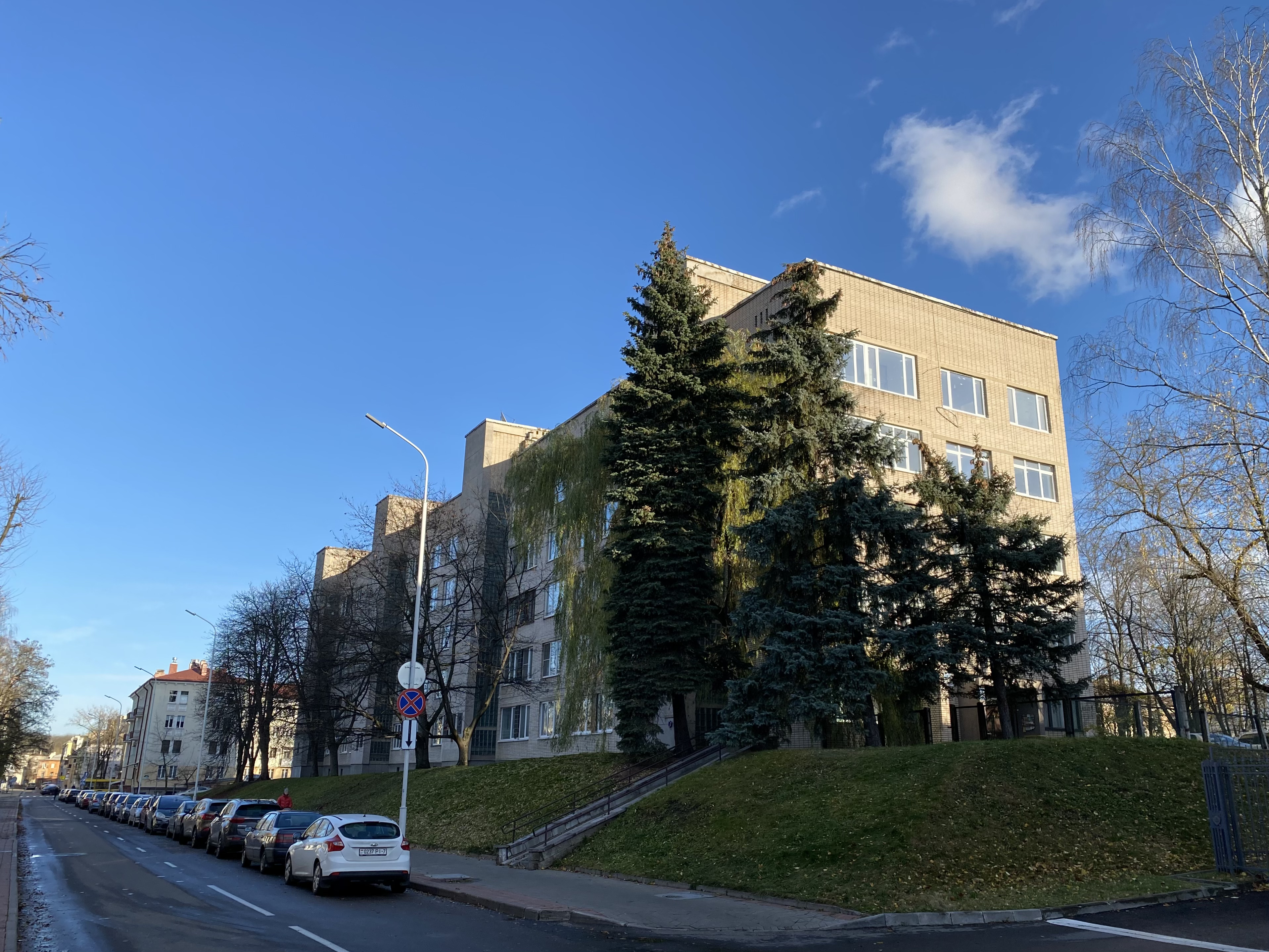
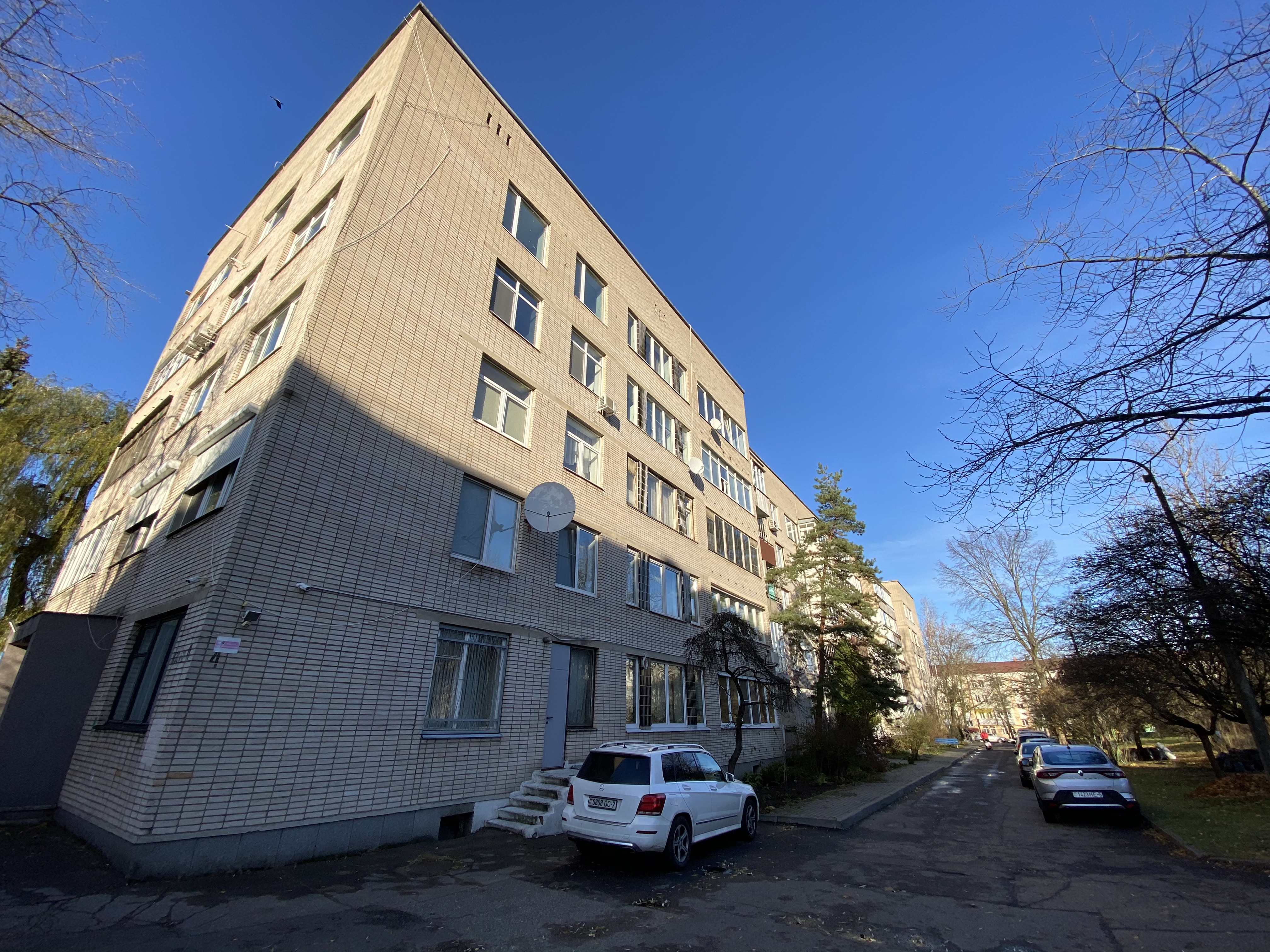
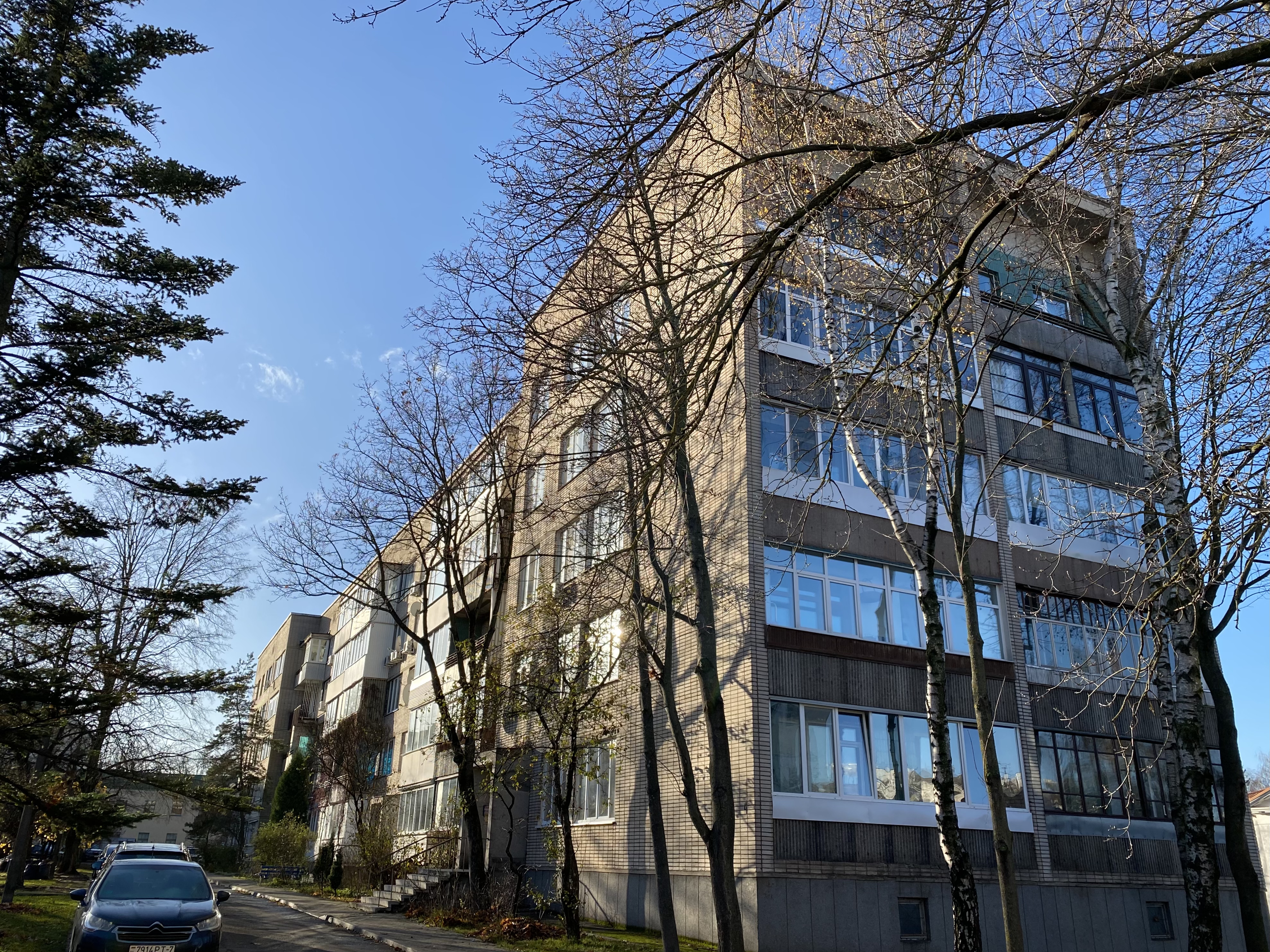
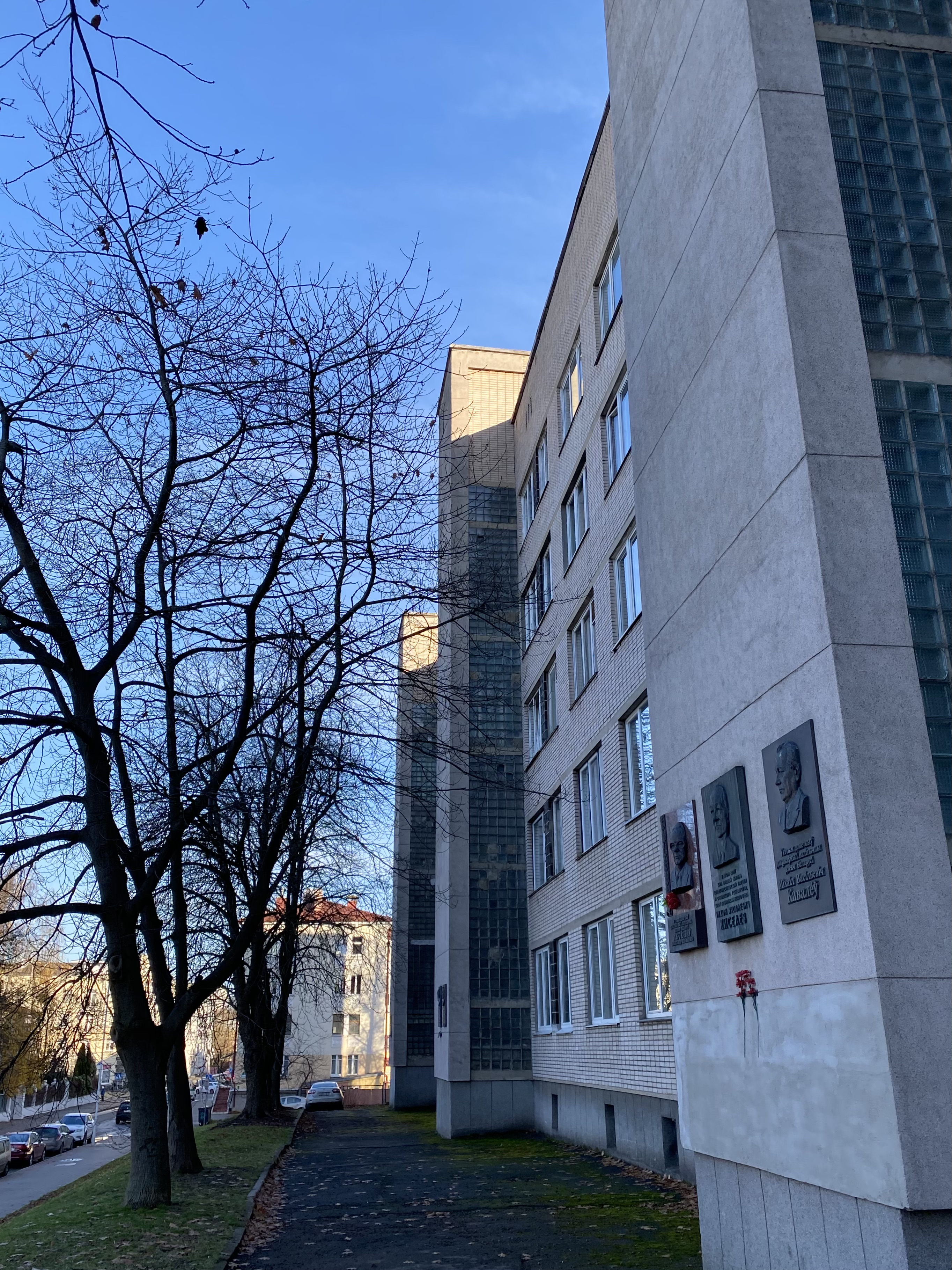
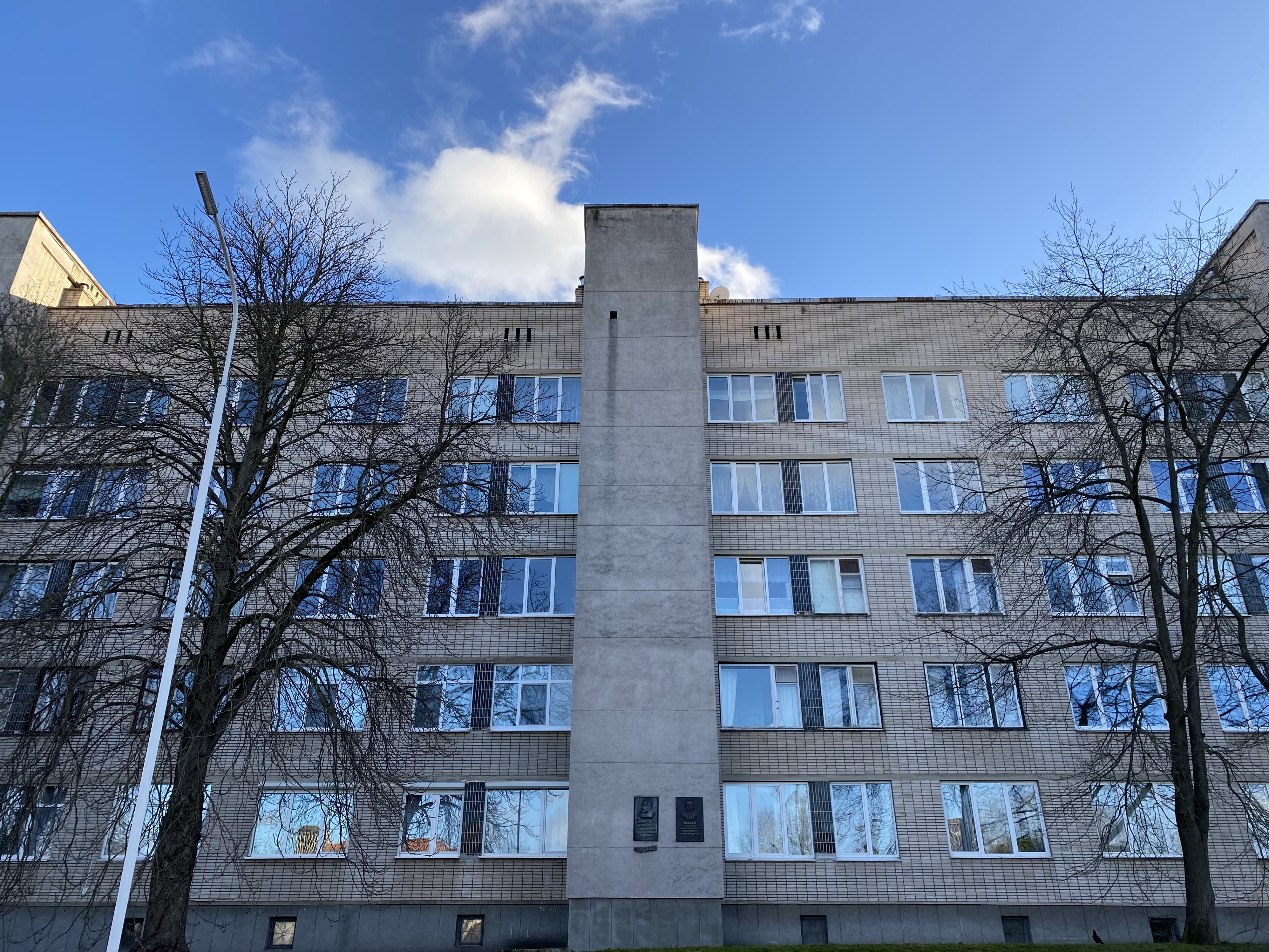
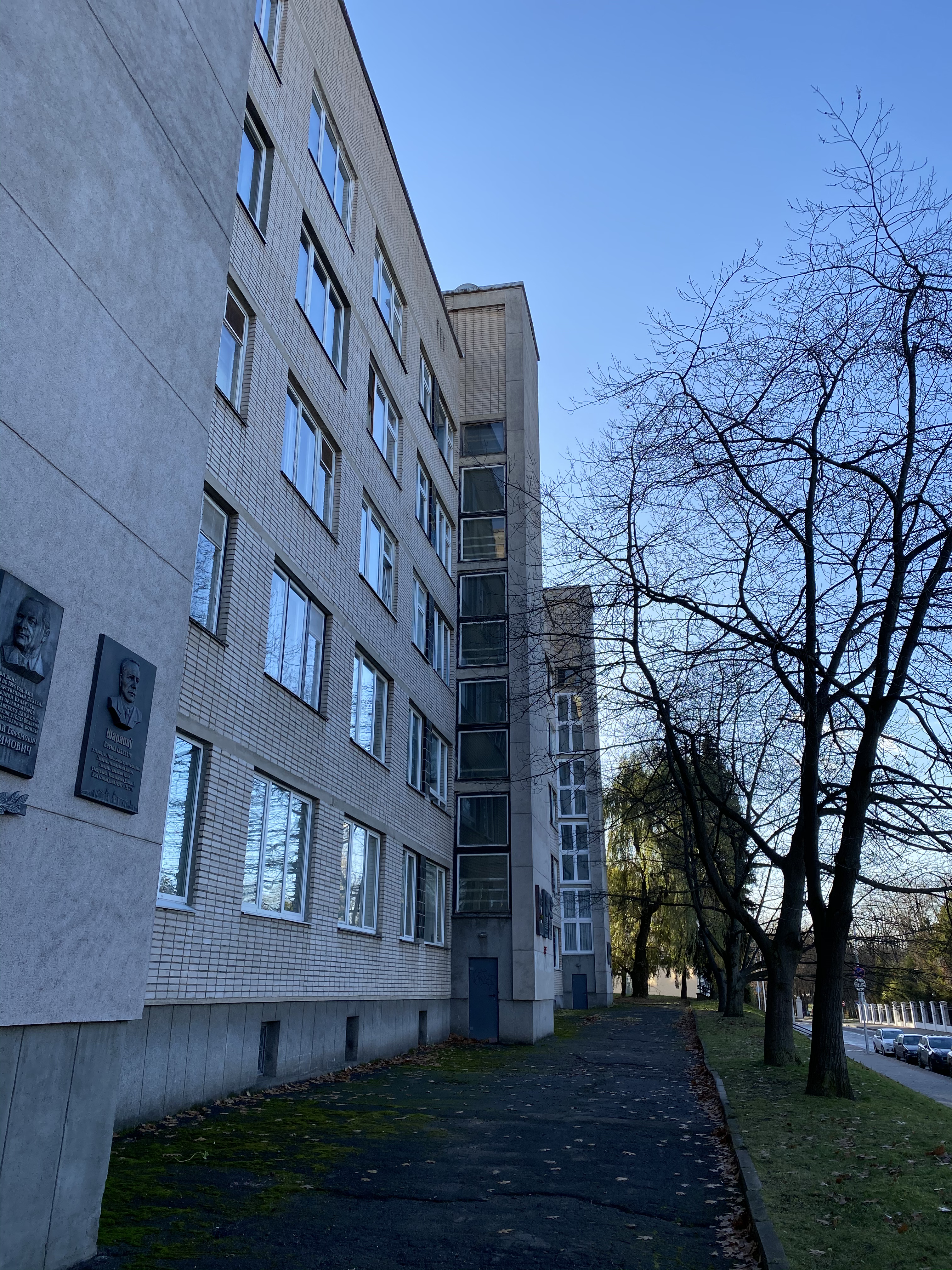
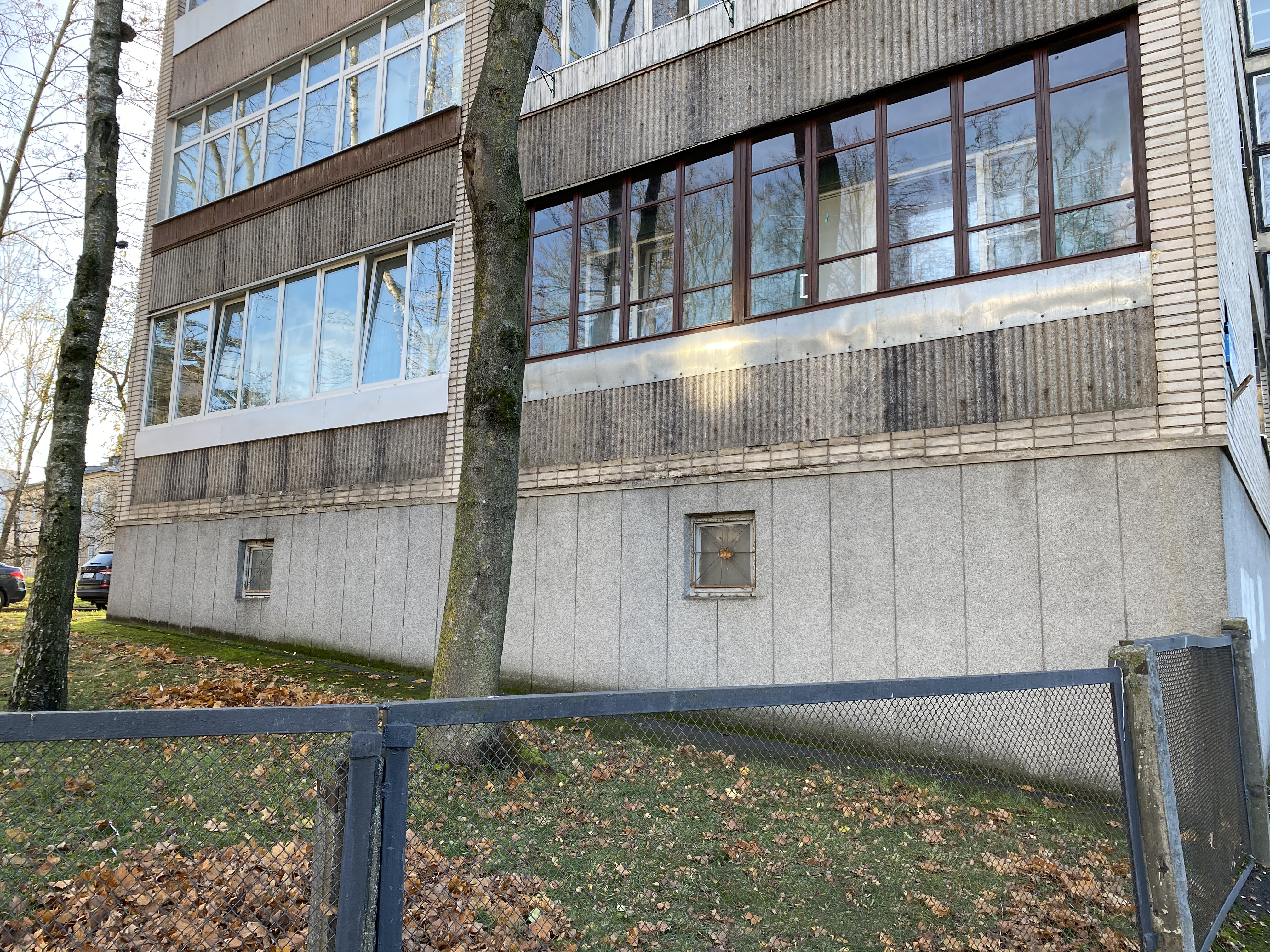
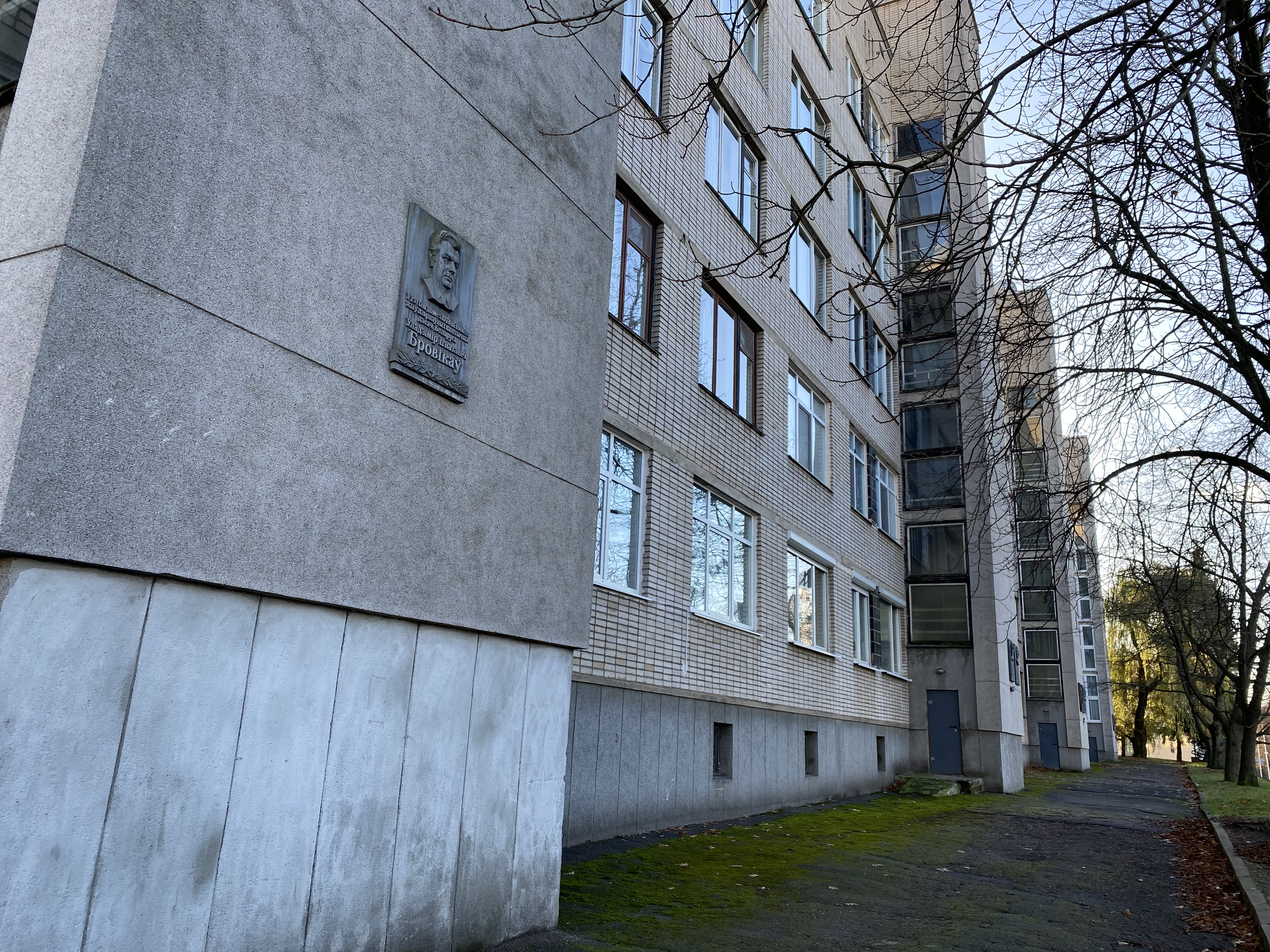
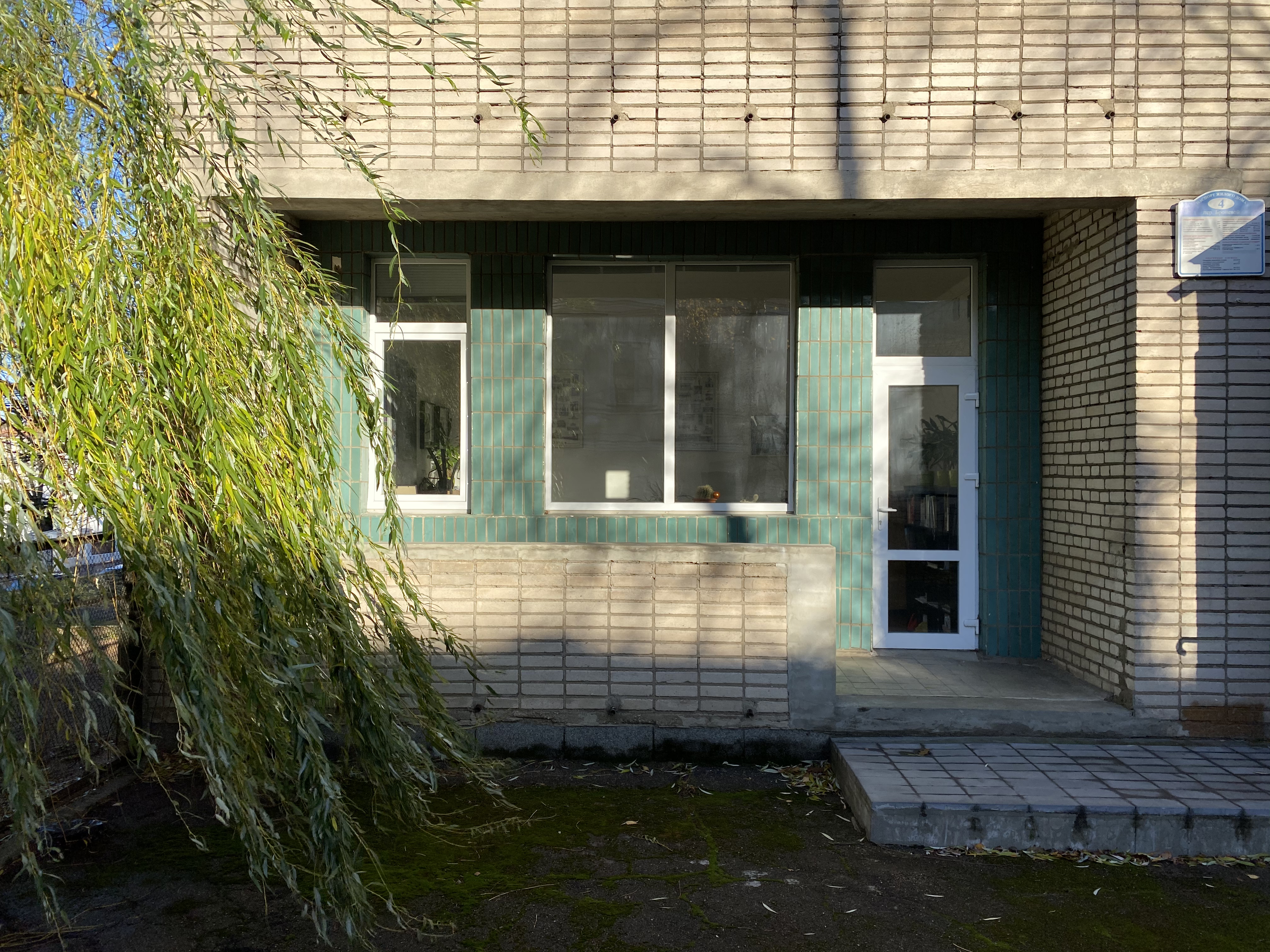
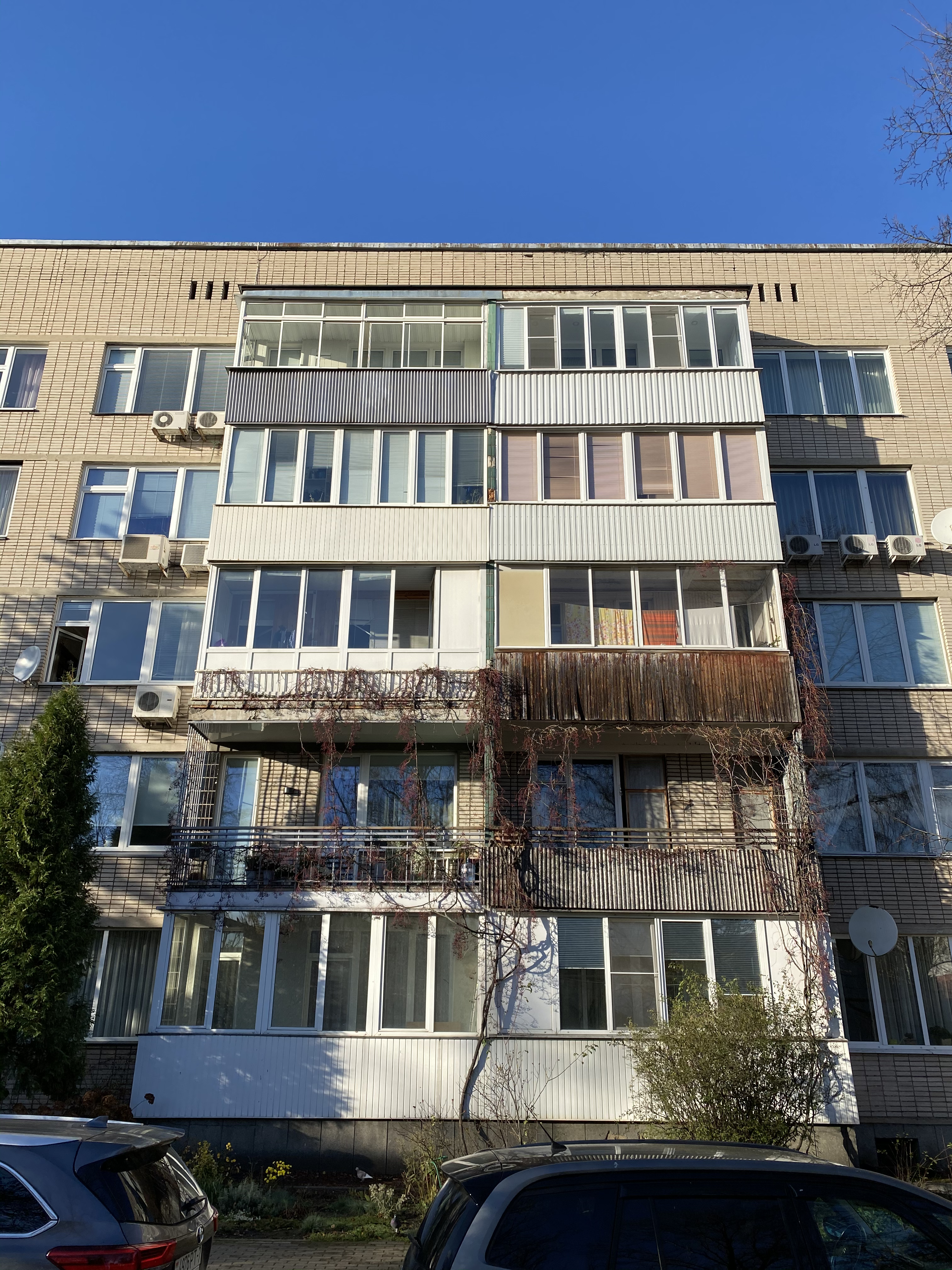
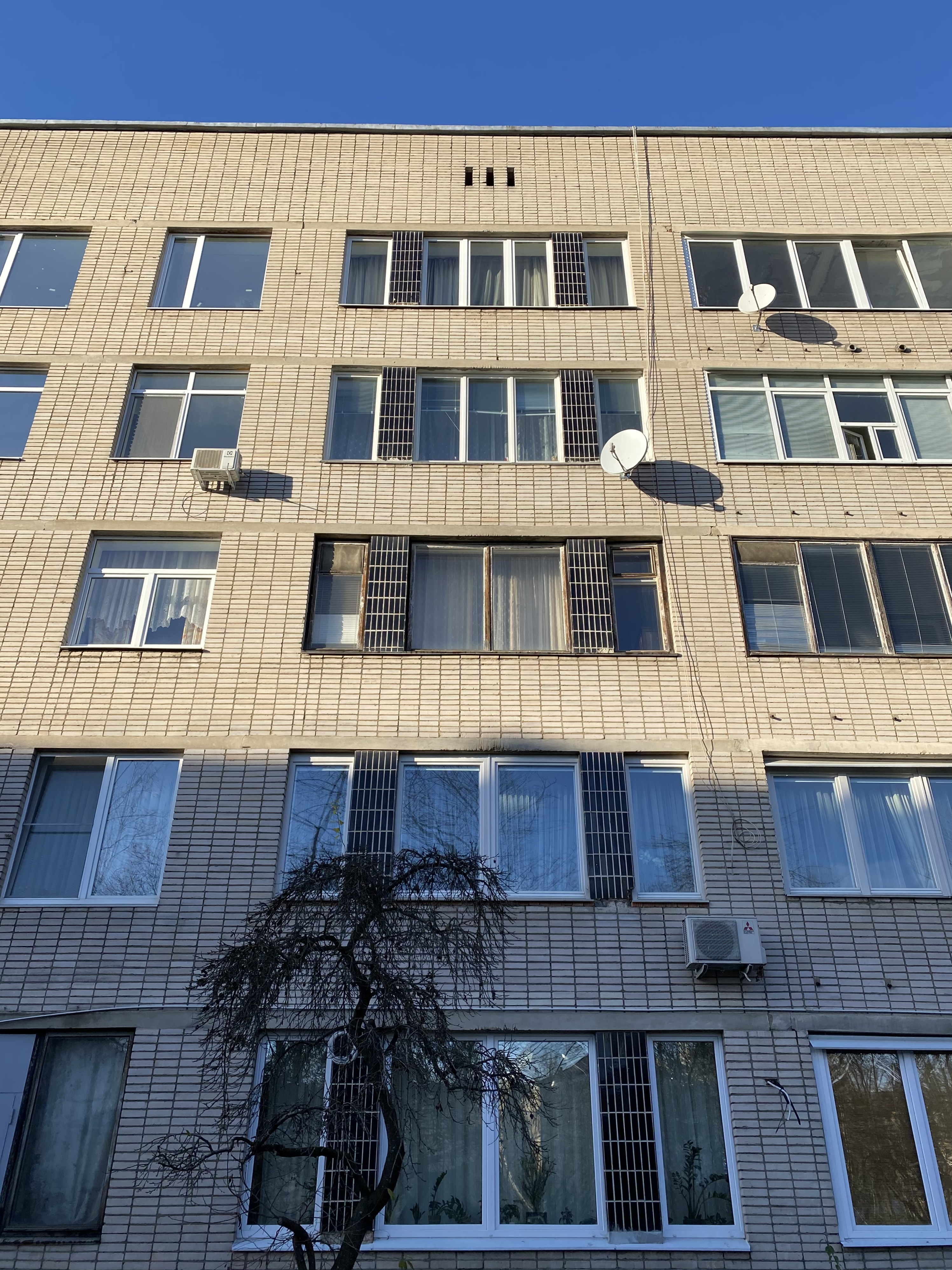
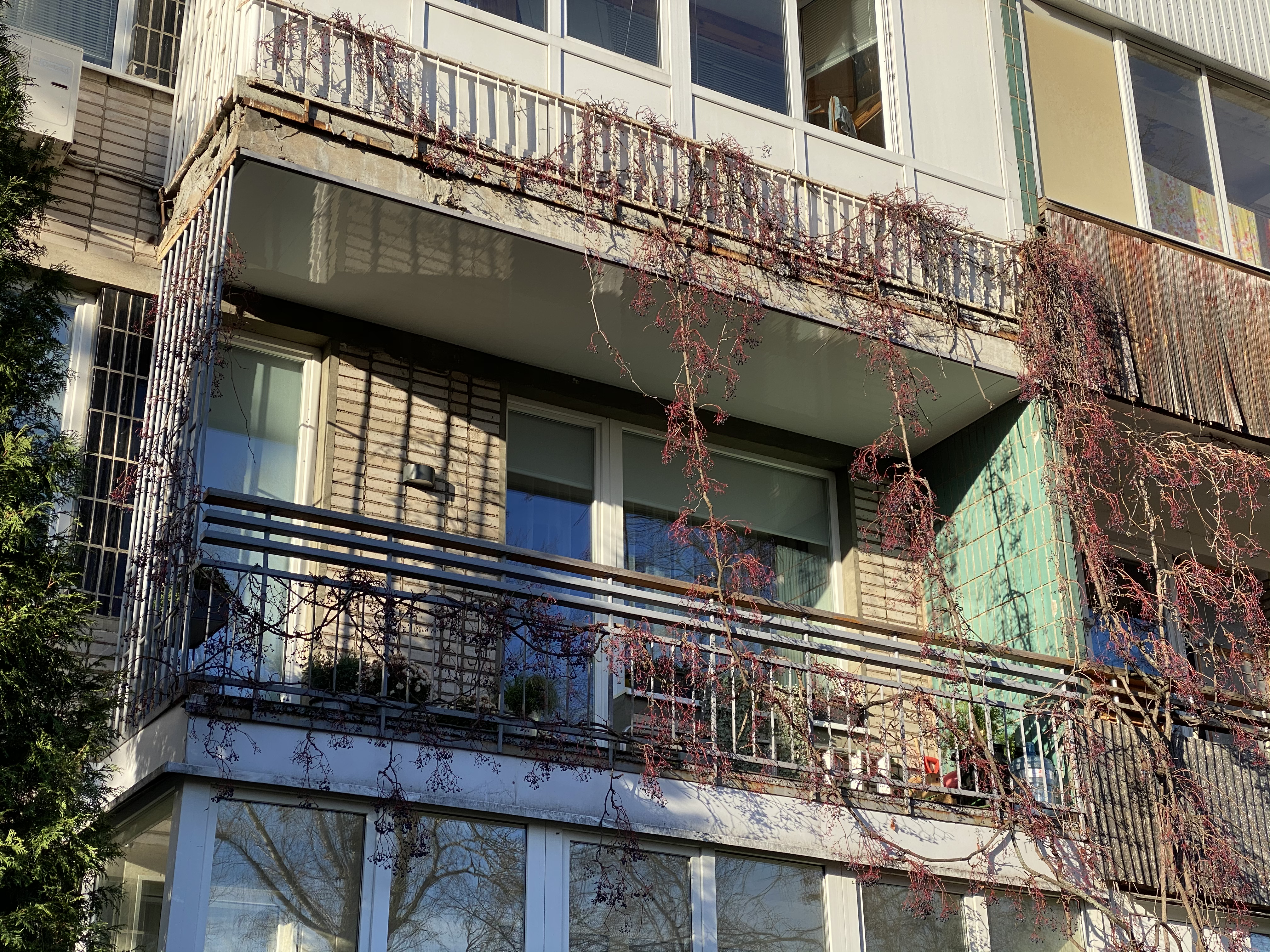
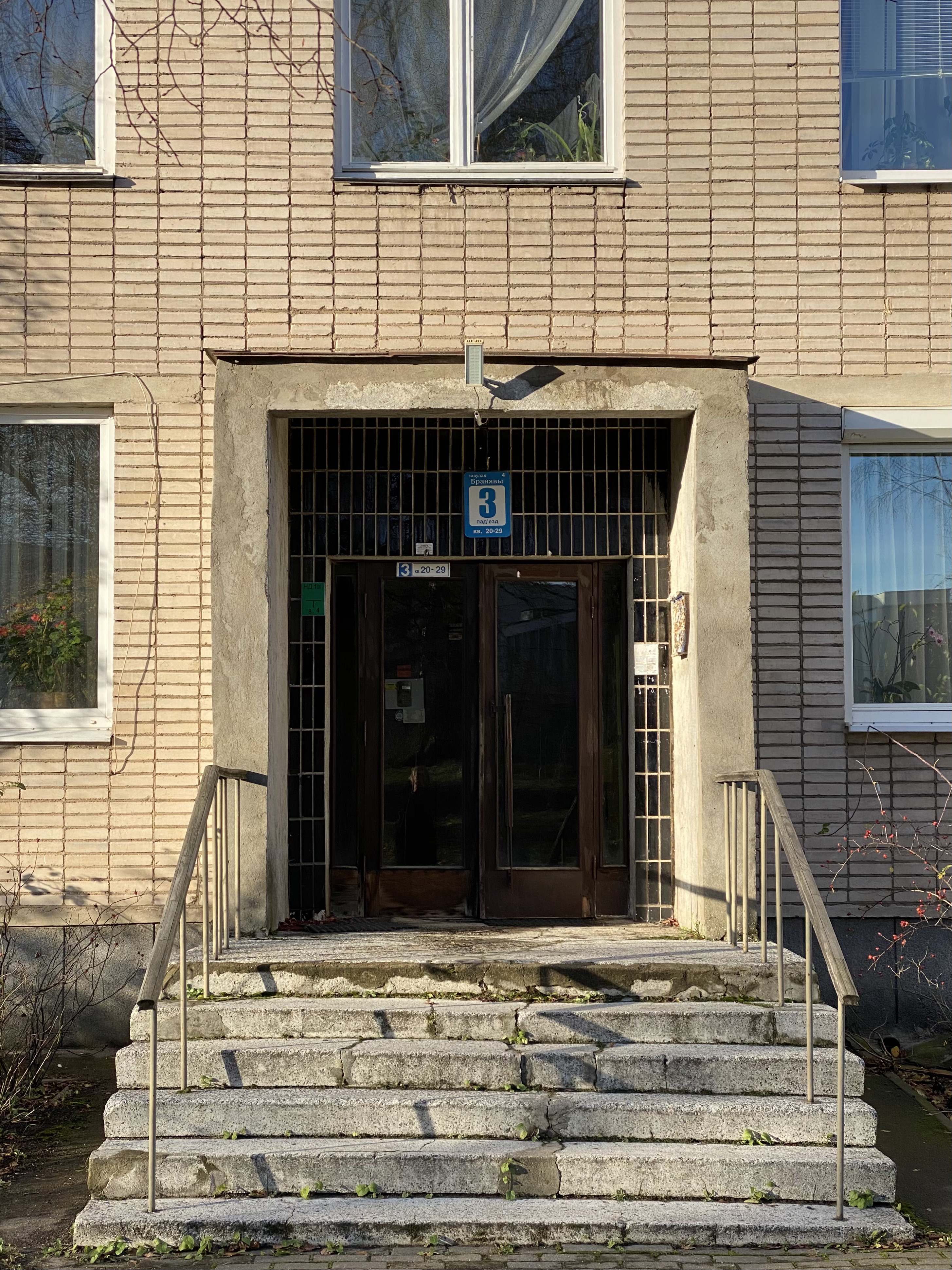
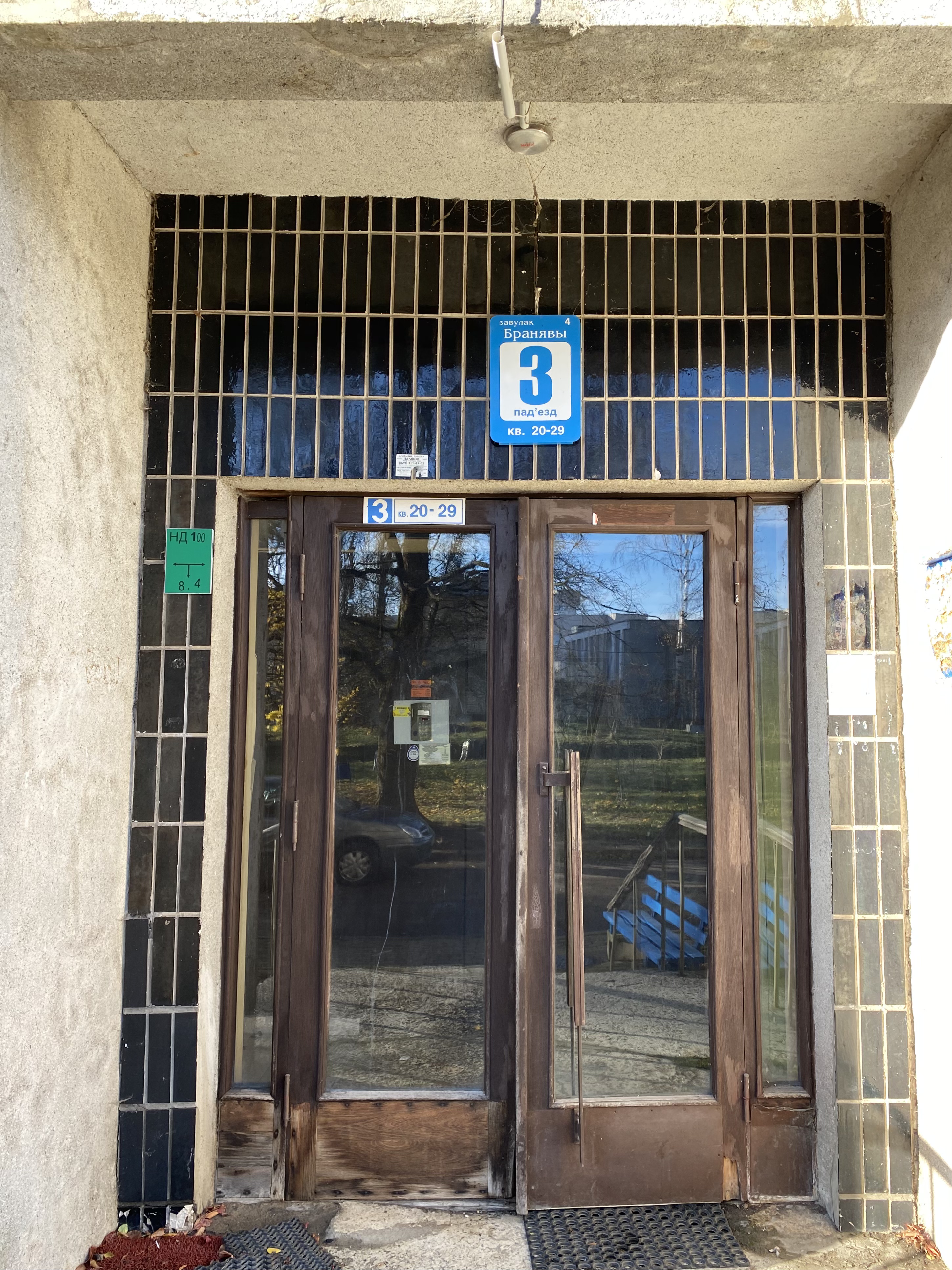

### Другие
- Притыцкий, Сергей Осипович
- Лобанок, Владимир Елисеевич